# Министарство енергетике и рударства Републике Српске
Министарство енергетике и рударства Републике Српске је једно од министарстава Владе Републике Српске које се бави пословима у области енергетике и рударства Републике Српске. Садашњи министар енергетике и рударства је Петар Ђокић.

## Задаци
Главни задатак министарства енергетике и рударства Републике Српске је вођење енергетске
политике, развој и изградњу енергетских објеката, додјелу концесија за истраживање,
градњу и експлоатацију енергетских објеката, геолошка истраживања и експлоатацију природних и техногених минералних сировина.

## Организација
- Секретаријат министарства
- Ресор за правне послове и европске интеграције
- Ресор за електроенергетику
- Ресор за енергенте
- Ресор за рударство и геологију

## Истоеија
До децембра 2018. године министарство се називало Министарство индустрије, енергетике и рударства Републике Српске, али је усвајањем новог Закона о републичкој управи добило назив Министарство енергетике и рударства Републике Српске, односно реорганизацијом министарстава надлежност индустрије је пребачена у новоосновано Министарство привреде и предузетништва Републике Српске.

## Бивши министри
- Рајко Убипарип (29. новембар 2006 — 11. април 2008)
- Слободан Пухалац (11. април 2008 — 29. децембар 2010)
- Жељко Ковачевић (29. децембар 2010 — 18. децембар 2014)
- Петар Ђокић (од 18. децембра 2014)